# Bergstjärnor
Bergstjärnor (Oreotrochilus) är ett litet släkte med fåglar i familjen kolibrier. Arterna återfinns i Anderna från Colombia till sydcentrala Chile. Släktet omfattar sju arter:
- Ecuadorbergstjärna (O. chimborazo)
- Blåstrupig bergstjärna (O. cyanolaemus) – nyligen beskriven art
- Grönhuvad bergstjärna (O. stolzmanni)
- Svartbröstad bergstjärna (O. melanogaster)
- Punabergstjärna (O. estella)
- Blåbukig bergstjärna (O. leucopleurus)
- Kastanjebröstad bergstjärna (O. adela)